# Плави
Плави — деревня в Пестовском муниципальном районе Новгородской области. Входит в состав Устюцкого сельского поселения. По всероссийской переписи населения 2010 года население деревни — 13 человек (6 мужчин и 7 женщин).
Площадь территории деревни — 14,2 га. Плави находится на правобережье реки Поросла (Поросль), на высоте 160 м над уровнем моря, в 1 км к юго-востоку от деревни Улома.

## История
В списке населённых мест Устюженского уезда Новгородской губернии за 1909 год деревня Плави указана как относящаяся к Барсанихской волости (2-го стана, 4-го земельного участка). Население деревни Плави, что была тогда на земле Плавского сельского общества — 153 жителя: мужчин — 68, женщин — 85, число жилых строений — 35; тогда в деревне был хлебозапасный магазин и имелся дегтярный завод. Затем с 10 июня 1918 года до 31 июля 1927 года в составе Устюженского уезда Череповецкой губернии, затем деревня в составе Уломского сельсовета Пестовского района Череповецкого округа Ленинградской области. Население деревни Плави в 1928 году — 173 человека. По постановлению ЦИК и СНК СССР от 23 июля 1930 года Череповецкий округ был упразднён, а район перешёл в прямое подчинение Леноблисполкому. По Указу Президиума Верховного Совета СССР от 5 июля 1944 года Пестовский район был передан из Ленинградской области во вновь образованную Новгородскую область. Решением Новгородского облисполкома № 359 от 8 июня 1954 года Уломский сельсовет был упразднён, а Плави вошли в состав Устюцкого сельсовета. Решением Новгородского облисполкома № 596 от 18 сентября 1958 года был вновь образован Уломский сельсовет и Плави вошли в его состав. Решением Новгородского облисполкома № 692 от 17 августа 1961 года был упразднён Уломский сельсовет с передачей населѐнных пунктов в состав Устюцкого сельсовета. Во время неудавшейся всесоюзной реформы по делению на сельские и промышленные районы и парторганизации, в соответствии с решениями ноябрьского (1962 года) пленума ЦК КПСС «о перестройке партийного руководства народным хозяйством» с 10 декабря 1962 года был образован, в числе прочих, крупный Пестовский сельский район на территории Дрегельского, Пестовского и Хвойнинского районов. Сельсовет и деревня вошли в состав этого района, а 1 февраля 1963 года административный Пестовский район в числе прочих был упразднён. Пленум ЦК КПСС, состоявшийся 16 ноября 1964 года восстановил прежний принцип партийного руководства народным хозяйством, после чего Указом Верховного Совета РСФСР от 12 января 1965 года сельские районы были преобразованы вновь в административные районы и решением Новгородского облисполкома № 6 от 14 января 1965 года сельсовет и деревня вновь в составе Пестовского района.
С принятием закона от 6 июля 1991 года «О местном самоуправлении в РСФСР» была образована Администрация Устюцкого сельсовета (Устюцкая сельская администрация), затем Указом Президента РФ № 1617 от 9 октября 1993 года «О реформе представительных органов власти и органов местного самоуправления в Российской Федерации» деятельность Устюцкого сельского Совета была досрочно прекращена, а его полномочия переданы Администрации Устюцкого сельсовета. По результатам муниципальной реформы, с 2005 года деревня входит в состав муниципального образования — Устюцкое сельское поселение Пестовского муниципального района (местное самоуправление), по административно-территориальному устройству подчинена администрации Устюцкого сельского поселения Пестовского района. В 2012 году Новгородская областная дума (постановлением № 50-5 ОД от 25.01.2012) постановила уведомить Правительство Российской Федерации об упразднении в числе прочих Устюцкого сельсовета Пестовского района.